# Glorieta Azul (České Budějovice)

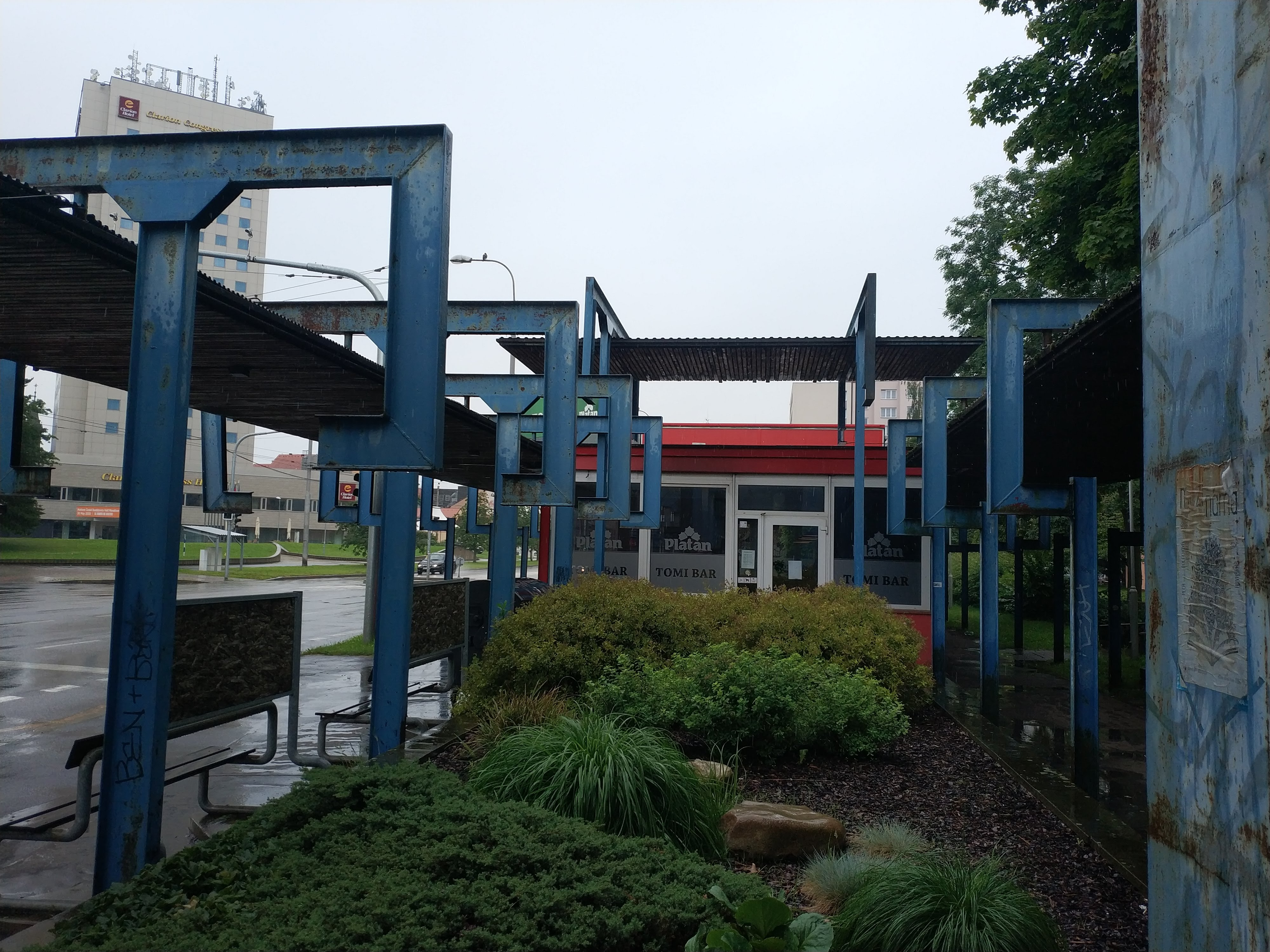
Parte de los cobertizos con un parterre verde

Glorieta Azul (también conocido como paseo, desfile o tinglados) es una estructura de acero que cubre una parte de la calle Pražská třída en České Budějovice, República Checa. Se estableció en relación con la construcción de la actual Urbanización de Praga. Fue construido en 1975 según los diseños de los arquitectos Alois Hloušek y Ladislav Konopka. Es único no solo en su alcance sino también en su valor artístico. Se compone de columnas de acero azul en forma de letra I con guirnaldas y un techo plano forrado con listones de madera. A principios de 2020, se decidió demolerlo, lo que sucedió durante las vacaciones de verano.

## Descripción
Glorieta se encuentra en el lado izquierdo de la calle Pražská třída en dirección del centro. Comienza frente al Hotel Clarion Congres (anteriormente llamado Gomel) y continúa hacia el norte hasta la calle Puklicova. La glorieta está hecha de vigas de acero, pintadas en azul profundo, y un techo forrado con listones de madera. Se divide en varios segmentos con diferentes formas y alturas. Una gran parte consiste en dos paseos paralelos cubiertos con un espacio abierto entre ellos, que está plantado de vegetación, o hay edificios bajos con tiendas y servicios. Las vigas tienen la forma de la letra I y, además de la función de soporte del techo, también tienen una función decorativa. Tienen forma de guirnaldas, es decir, en ángulo recto con los perfiles soldados I, que se retuercen desde el techo. En el lugar de la parada de autobús Družba - IGY, falta el espacio interior descubierto. El paseo está cubierto aquí en su totalidad. Las vigas en forma de I se reemplazan por vigas sólidas y el techo está formado por pirámides con la parte superior hacia arriba. El forro es de madera. Esta parte es elevada.

### Entorno y contexto de construcción

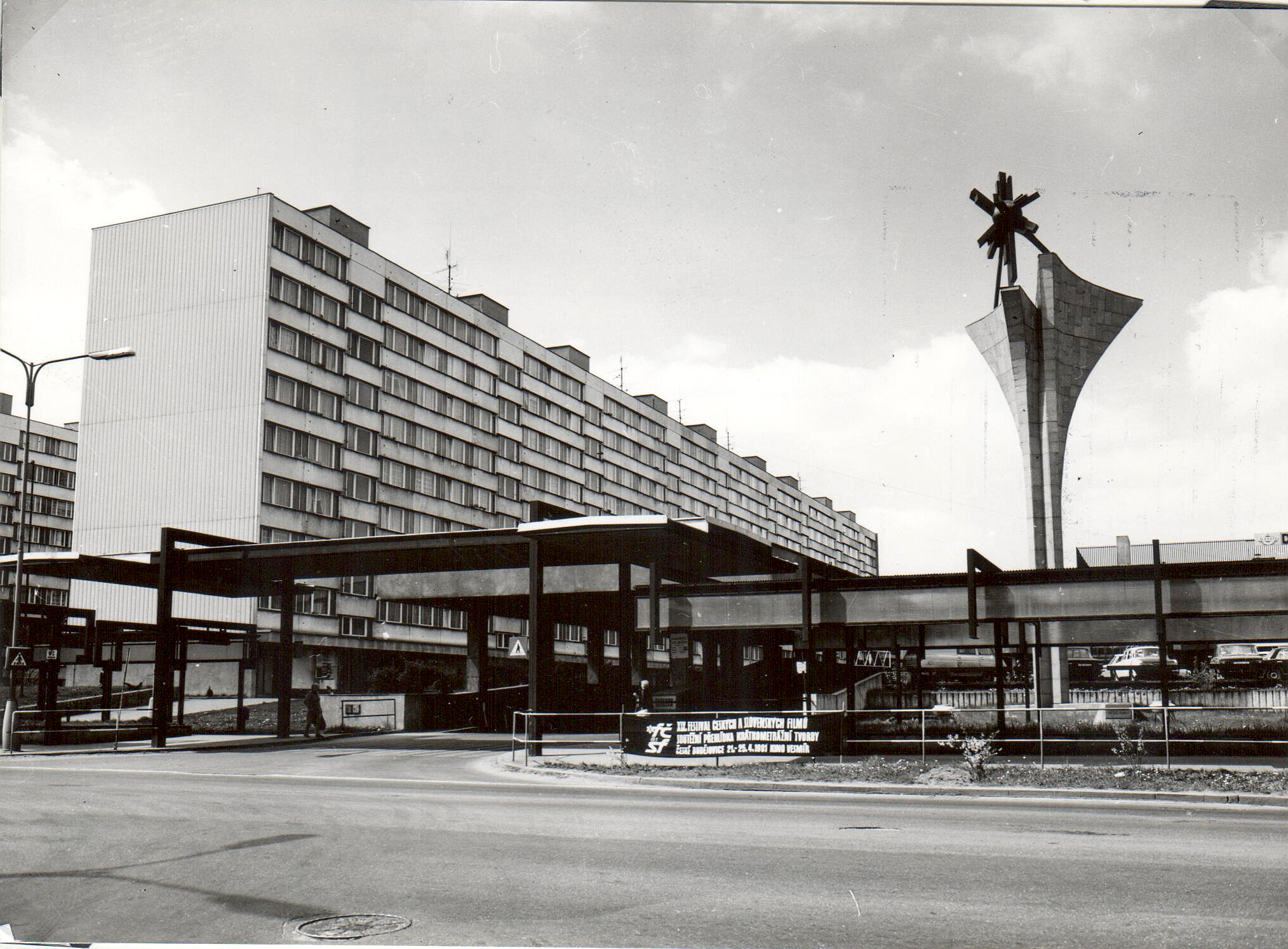
El paseo por el almacén Družba en 1981. Un monumento a la Comuna de París por Zdeněk Vojta se destaca por detrás

Frente al paseo se encuentra la calle, detrás de él las casas de paneles residenciales y el almacén Družba, delante de la cual se encuentra un enorme pilón de hormigón armado forrado con basalto, en la parte superior extendida, una escultura de estrella que simboliza los eventos. de la Comuna de París. El paseo fue concebido como un espacio público cubierto que ofrece varias tiendas y servicios, conectando un centro comercial, casas residenciales y una parada de autobús, y fue creado al mismo tiempo que toda la Urbanización de Praga.

## Historia
Si bien las casas de la urbanización se construyeron ya en la década de 1960, el paseo se completó en 1975. Los autores fueron Alois Hlouška y Ladislav Konopka. Con el tiempo, las pirámides con la punta hacia abajo y la iluminación, que estaban ubicadas en la parte cercana a la parada del autobús, desaparecieron.

### Plan de demolición
En 2020, culminó la discusión sobre el futuro del paseo. Si bien a fines de 2019 la ciudad señaló que reconstruiría el paseo, a principios de 2020 anunció que había aprobado la demolición. La demolición comenzó a principios de julio de 2020 y terminó a finales de agosto. Su precio podría subir a 1,9 millones de coronas checas (casi 71,000 EUR), mientras que la reparación del paseo costaría, según una evaluación anterior, 18 millones (672,500 EUR). La oposición a la demolición ha aumentado en los círculos profesionales. La petición fue iniciada por los arquitectos Antonín Kryl, Jaromír Srba y J. Novák, acompañados por ciudadanos locales, luego se envió una carta abierta al ayuntamiento, iniciada por expertos en la arquitectura del período.

## Gallery

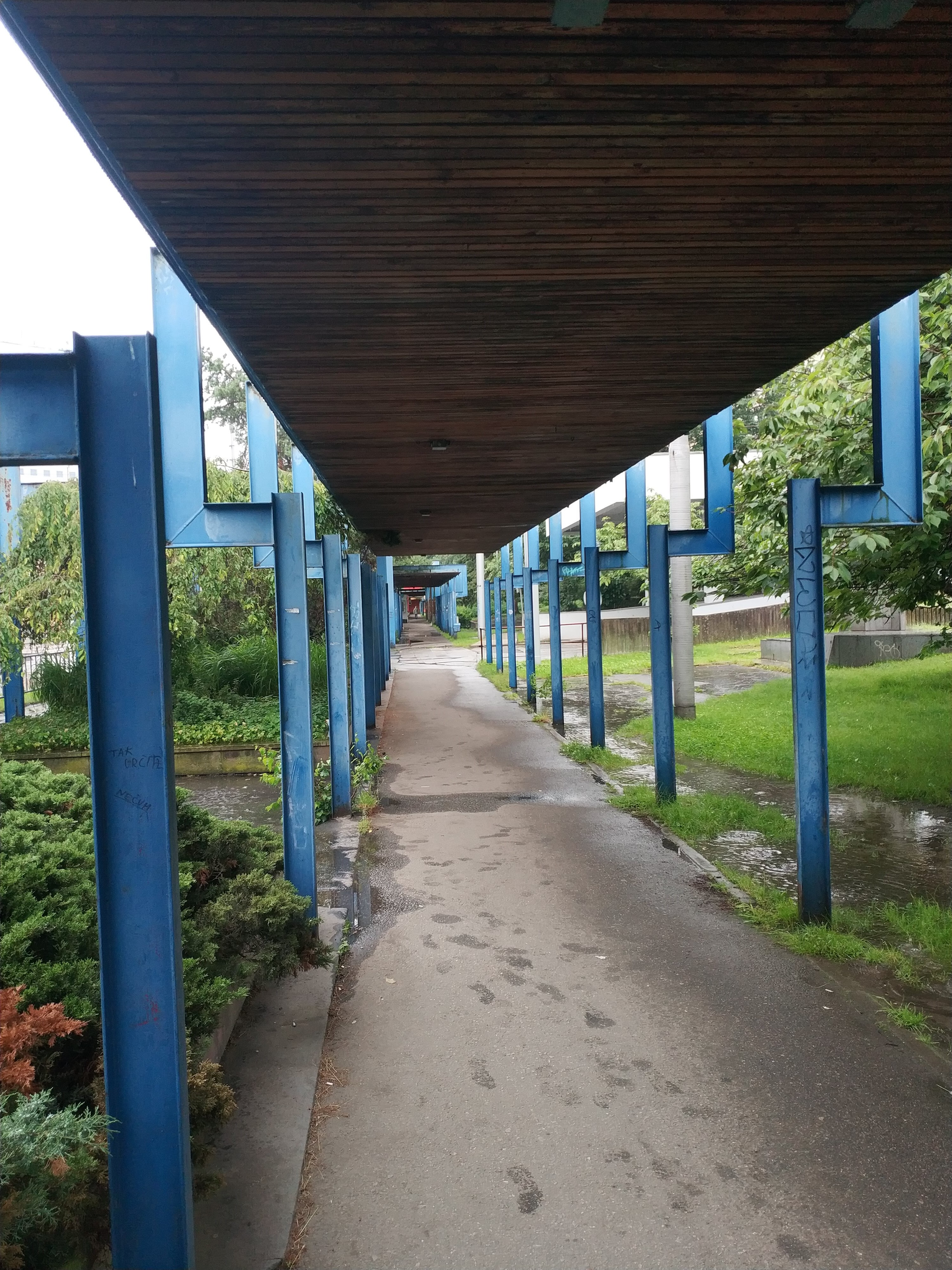
Una parte de la glorieta
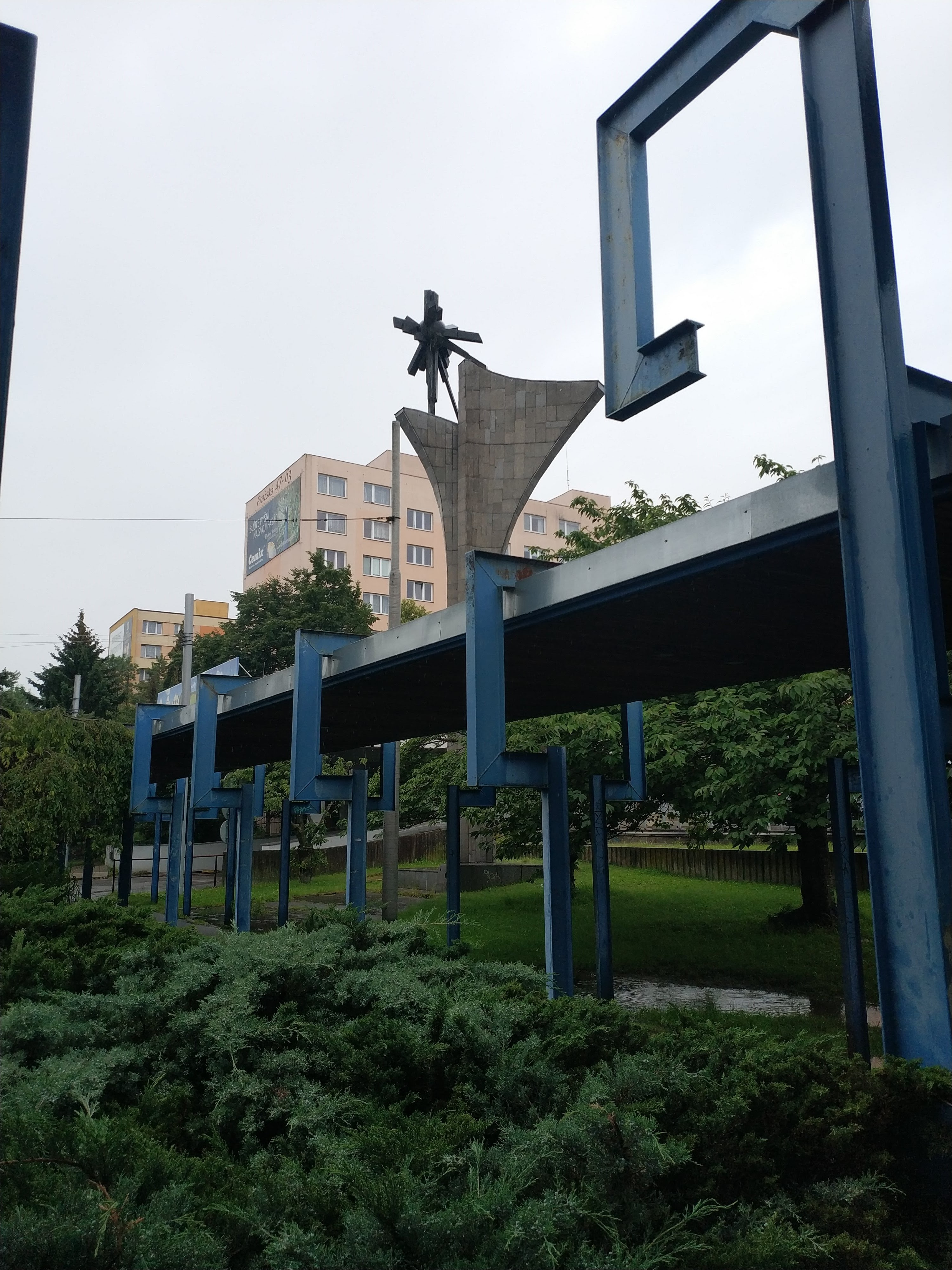
Vista desde el verde parterre en el medio
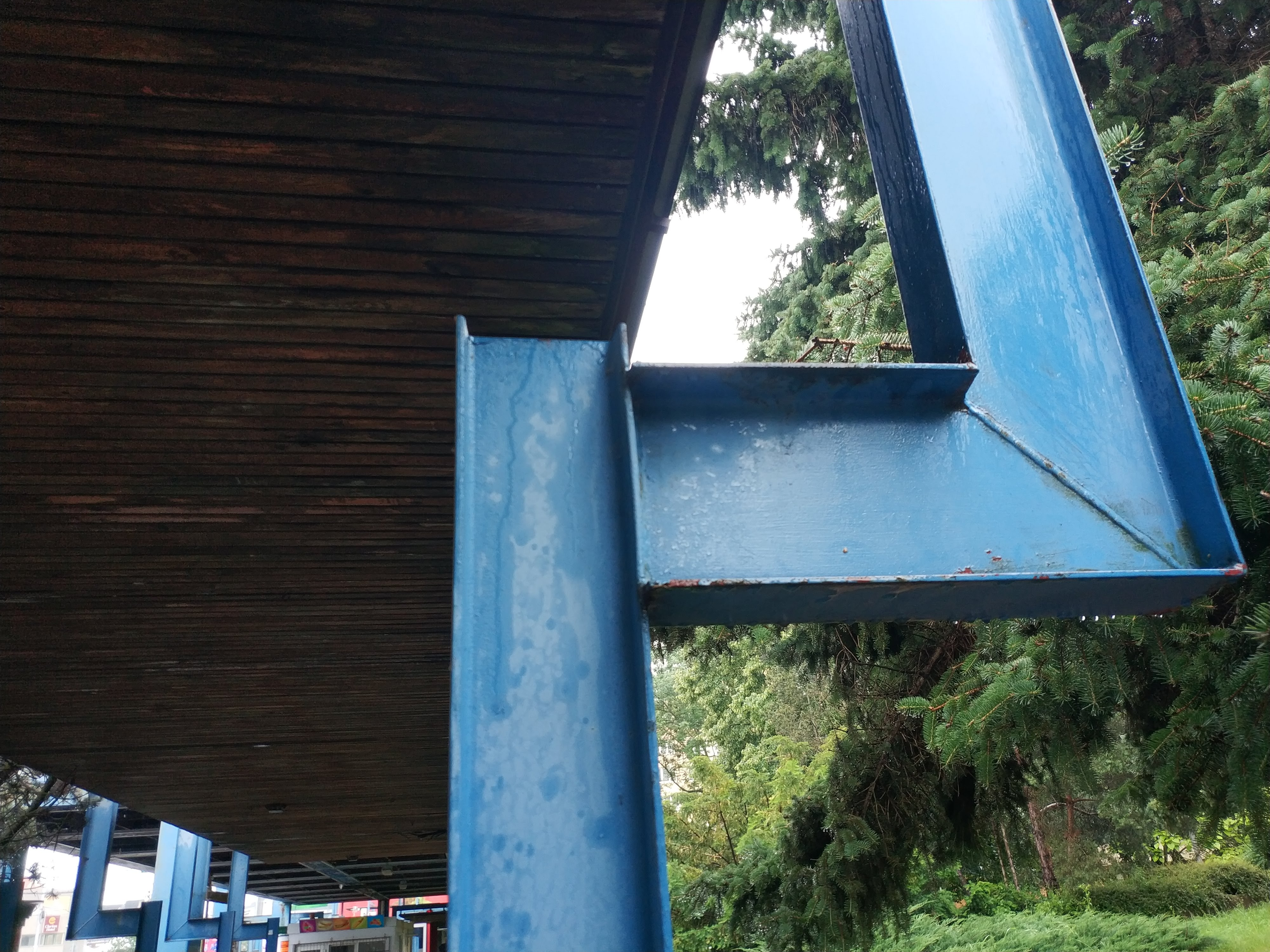
Detalle de la viga de soporte y decorativa
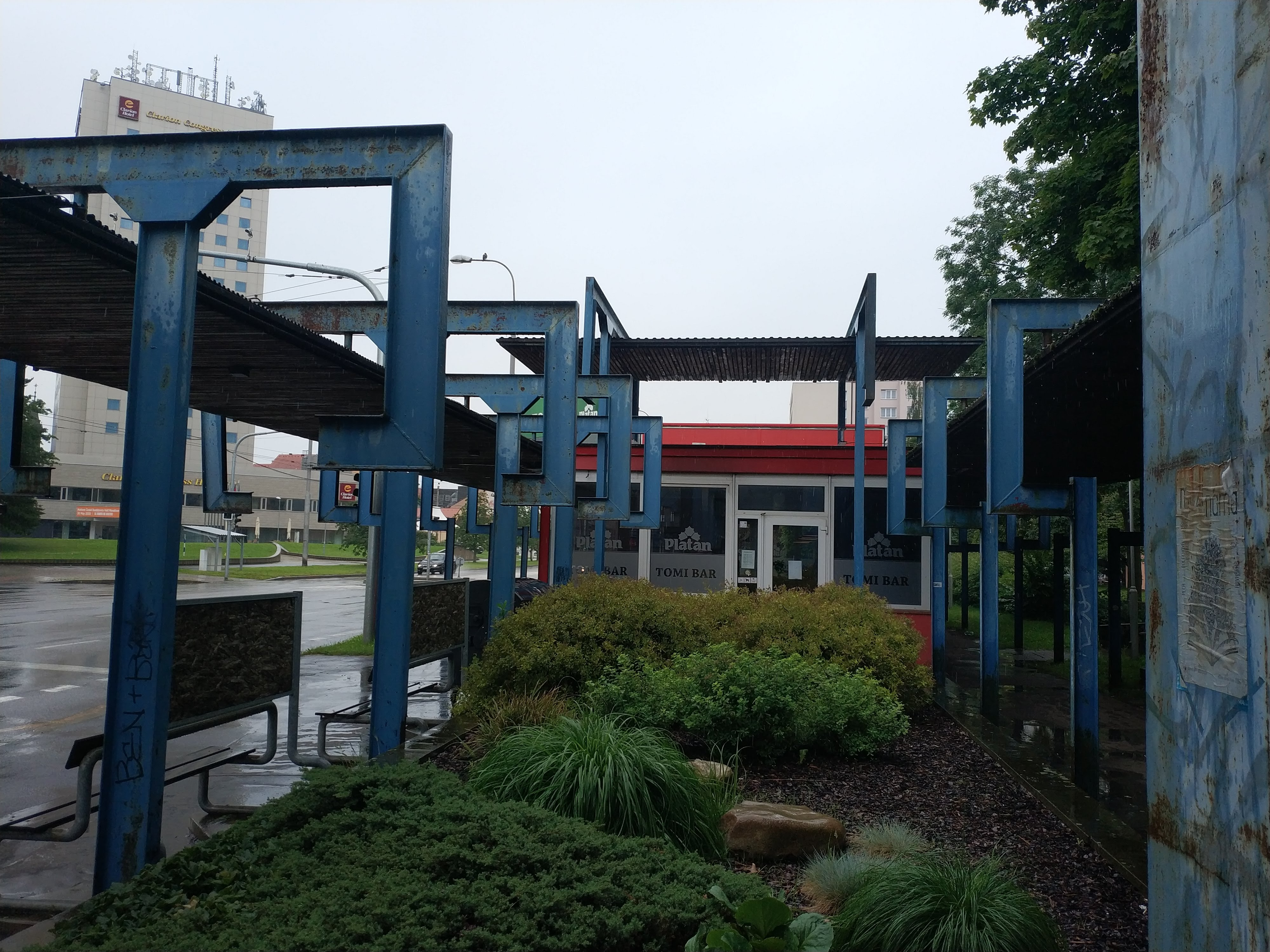
Vista de ambas partes y el segmento elevado del edificio
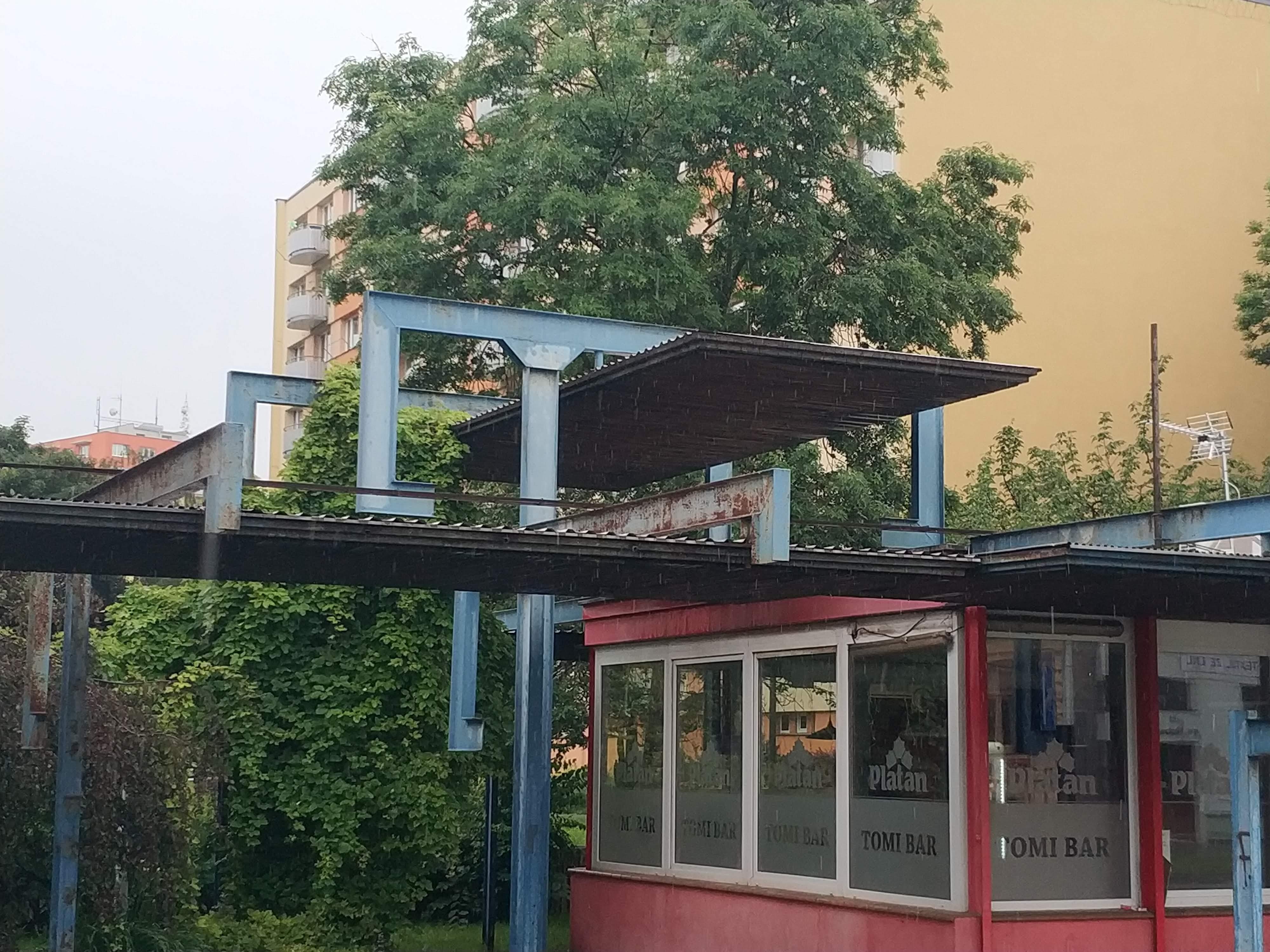
El segmento elevado desde la distancia
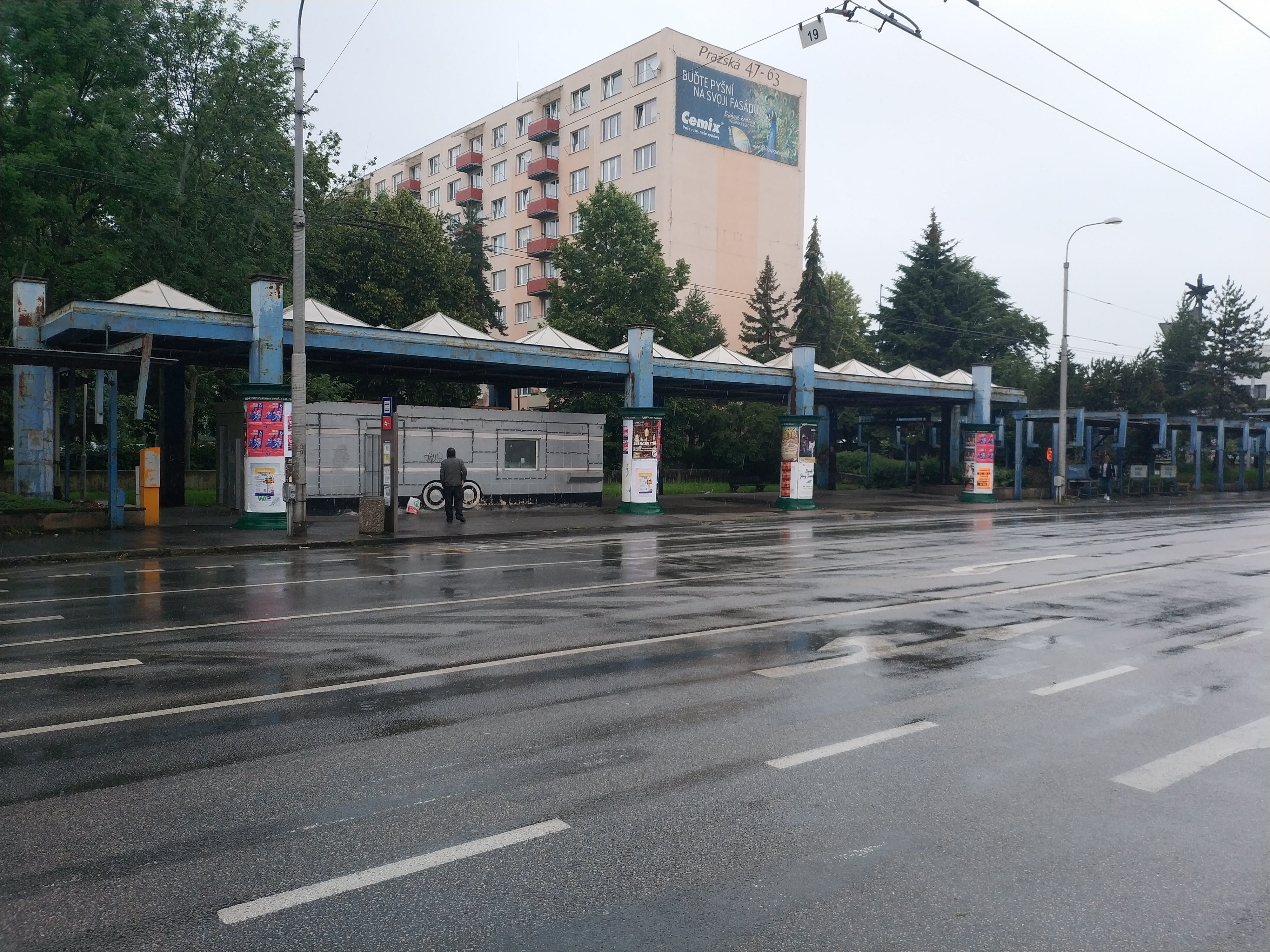
Una parte diferente en la parada de autobús con techos piramidales
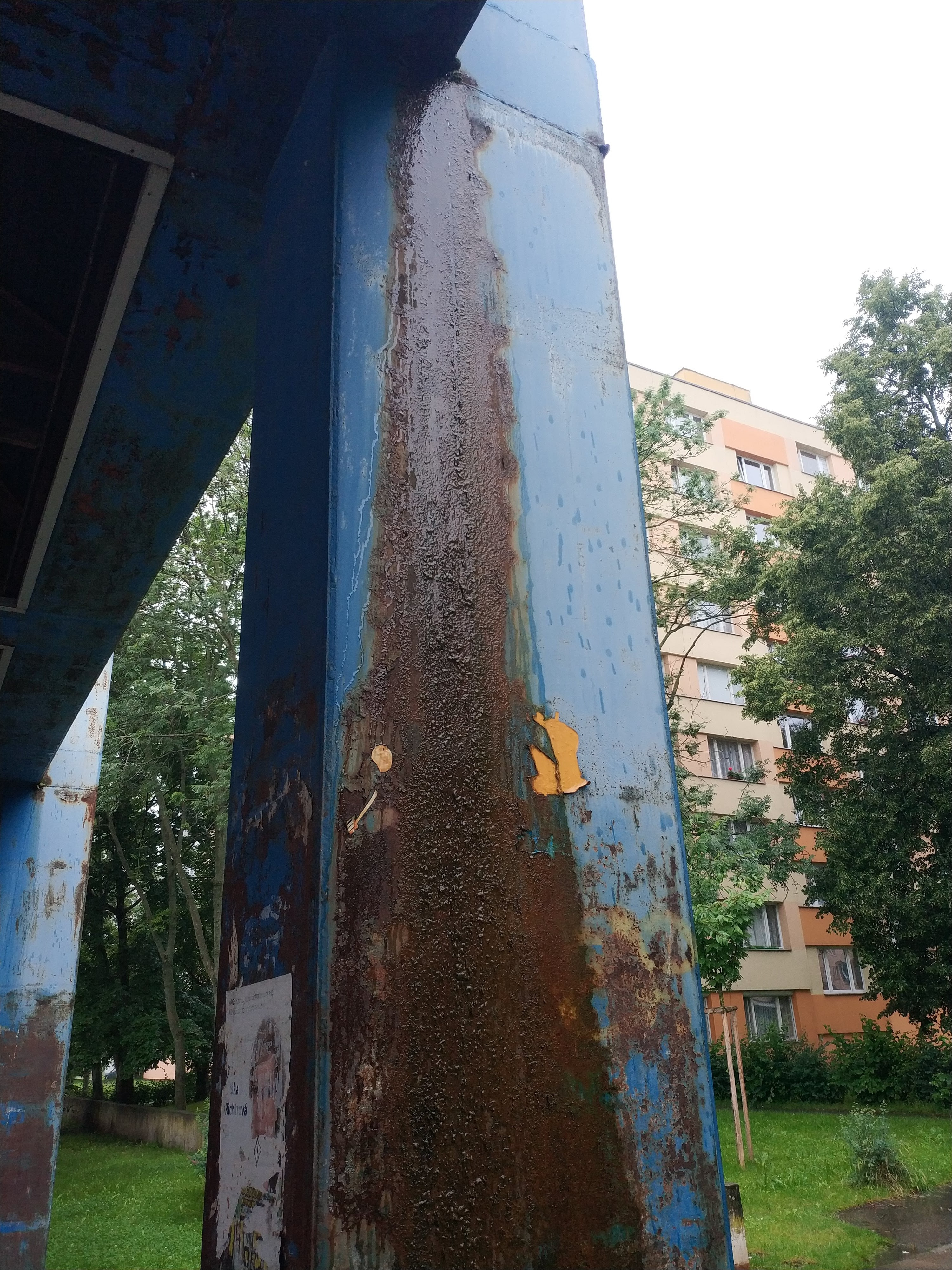
Agua corriente en una viga oxidada (junio de 2020)